# Гордиенко, Владимир Васильевич
Гордиенко Владимир Васильевич (род. 23 мая 1952, Кемерово, РСФСР, СССР) — российский государственный деятель. генерал-полковник полиции. Доктор юридических наук, профессор, заслуженный юрист Российской Федерации.

## Биография

### Образование
- окончил Омскую высшую школу милиции (сейчас Омская академия МВД России)
- окончил адъюнктуру Академии МВД СССР
- окончил Дипломатическую академию МИД РФ

### Карьера
- С 1969 по 1970 работал электромонтёром на Кемеровском коксохимическом заводе.
- после окончания Омской ВШМ работает инспектором уголовного розыска в Кемеровской области, затем на преподавательской работе в Омской ВШМ.
- переведён в МВД СССР — старший оперуполномоченный ГУУР МВД СССР.
- с 1986 по 1989 начальник Управления уголовного розыска МВД Узбекской ССР.
- затем вновь переведён в МВД СССР в оперативно-поисковое управление, чуть позже и в ГУУР МВД СССР.
- после распада СССР работает в ГУУР МВД РФ, затем возглавил Национальное центральное бюро Интерпола в России.
- с 2001 начальник Главного управления уголовного розыска МВД РФ — Департамента уголовного розыска МВД РФ.
- с ноября 2006 по декабрь 2015 возглавлял Академию управления МВД РФ[1].
- 19 апреля 2011 Указом Президента РФ № 463 генерал-полковнику милиции Гордиенко присвоено специальное звание — генерал-полковник полиции[2].
- участвовал в праймериз Единой России на выборах в Госдуму в 2016 году [3]

## Научная деятельность
Опубликовано более 60 научных трудов, в том числе 5 монографий, 15 учебных, учебно-методических работ и лекций.

## Награды
- Орден Мужества
- Медаль ордена «За заслуги перед Отечеством» II степени
- Медаль «За отличную службу по охране общественного порядка»
- Заслуженный юрист Российской Федерации
- Именное оружие